# 1940 a sportban
1940 főbb sporteseményei a következők voltak:
- május 17. – június 9. – Giro d’Italia
- Az FTC nyeri az NB1-et. Ez a klub 15. bajnoki címe.

## Születések
- ? – Tom O’Donoghue, ír hurlerjátékos (* 2020)
- január 2.
  - Wálter Machado da Silva, brazil válogatott labdarúgó
  - Nanni Galli, olasz autóversenyző, Formula–1-es pilóta († 2019)
- január 3. – Konkoly János, magyar műugró, olimpikon († 2018)
- január 13. – Kamuti László, világbajnoki ezüstérmes magyar tőrvívó, edző, sportvezető († 2020)
- január 21. – Brian Labone, Európa-bajnoki bronzérmes angol válogatott labdarúgó († 2006)
- január 23. – Reg Holland, angol labdarúgó († 2019)
- január 28. – František Schmucker, olimpiai és világbajnoki ezüstérmes csehszlovák válogatott szlovák labdarúgó, kapus († 2004)
- február 1.
  - Bob Betley, amerikai golfozó († 2020)
  - Héctor Silva, uruguayi válogatott labdarúgó († 2015)
- február 8. – Adolf Kunstwadl, német labdarúgó, hátvéd († 2016)
- február 18. – Vlagyimir Alekszejevics Ponomarjov, szovjet válogatott orosz labdarúgó
- február 20. – Yılmaz Gökdel, török válogatott labdarúgó, csatár, edző († 2019)
- február 22. – Larry Eisenhauer, amerikai amerikaifutball-játékos († 2020)
- február 24. – Bruno Nicolè, olasz válogatott labdarúgó, csatár († 2019)
- február 27. – Friedel Rausch, német labdarúgó, hátvéd, edző († 2017)
- február 28. – Mario Andretti, amerikai autóversenyző
- február 29. – Szabó József, magyar származású szovjet és ukrán labdarúgóhátvéd
- március 1. – Jürgen Brecht, világbajnoki ezüstérmes, olimpiai bronzérmes német tőrvívó
- március 2. – Billy McNeill, skót válogatott labdarúgó, edző († 2019)
- március 5. – Viktor Pavlovics Getmanov, szovjet válogatott orosz labdarúgó († 1995)
- március 9. – Pócsik Dénes, olimpiai bajnok magyar vízilabdázó († 2004)
- március 14. – Isidoro Díaz, mexikói válogatott labdarúgó
- március 15. – Trevor Stewart, ausztrál krikettjátékos († 2020)
- március 24. – Luis María Echeberría, Európa-bajnok spanyol válogatott labdarúgó († 2016)
- március 29. – Mario Velarde, mexikói válogatott labdarúgó († 1997)
- április 10. – Keszei György, magyar labdarúgó, jobbhátvéd
- április 11. – Rusorán Péter, olimpiai bajnok vízilabdázó, edző
- április 16. – Berit Mørdre Lammedal, olimpiai aranyérmes norvég sífutó († 2016)
- április 18.
  - Cliff Pennington, olimpiai ezüstérmes és Turnbull-kupa-győztes kanadai válogatott jégkorongozó, Manitoba Hockey Hall of Fame-tag († 2020)
  - Ken Shellito, angol válogatott labdarúgó, hátvéd, edző († 2018)
- április 28.
  - Valerij Pavlovics Maszlov, szovjet válogatott orosz labdarúgó, középpályás, edző († 2017)
  - Lothar Schämer, német labdarúgó († 2017)
- május 7. – Marek Gołąb, olimpiai bronzérmes lengyel súlyemelő († 2017)
- május 11. – Roberto Matosas, uruguayi válogatott labdarúgó, edző
- május 14. – Tommy Lawrence, skót válogatott labdarúgó, kapus († 2018)
- május 20. – Stan Mikita, Stanley-kupa-győztes szlovák származású, kanadai jégkorongozó, HHOF-tag († 2018)
- május 21. – Robert Budzynski, francia válogatott labdarúgó
- június 2.
  - Csom István, nemzetközi sakknagymester, sakkolimpiai bajnok, magyar bajnok, mesteredző
  - Jurij Pavlovics Psenyicsnyikov, szovjet válogatott orosz labdarúgókapus († 2019)
- június 9. – Barry McDonald, ausztrál válogatott rögbijátékos († 2020)
- június 17. – Marcel Aubour, francia válogatott labdarúgókapus
- június 21. – Miguel Ángel Loayza, perui válogatott labdarúgó, középpályás († 2017)
- június 23. – Wilma Rudolph, olimpiai bajnok amerikai atléta, a „fekete gazella” († 1994)
- június 26. – Billy Cook, skóciai születésű válogatott ausztrál labdarúgó, hátvéd († 2017)
- június 29. – Nelson Chabay, uruguayi válogatott labdarúgó, hátvéd, edző († 2018)
- július 7. – Ri Kunhak, észak-koreai válogatott labdarúgó
- július 10. – Rolf Herings, német atléta, gerelyhajító, olimpikon, labdarúgóedző († 2017)
- július 11. – Gunnar Prokop, osztrák kézilabdaedző
- július 14. – Félix Ruiz, Európa-bajnok spanyol válogatott labdarúgó († 1993)
- július 15.
  - Aczél László, magyar válogatott labdarúgó, kapus
  - Dobrovits Péter, magyar sportvezető, közgazdász. A Magyar Kézilabda Szövetség elnöke 1988 és 1991 között († 2017)
- július 24. – Eliseo Álvarez, uruguayi válogatott labdarúgó († 1999)
- augusztus 15. – Dietmar Schwager, német labdarúgó, hátvéd, edző († 2018)
- augusztus 25. – Konrád Sándor, magyar vízilabdázó
- augusztus 28. – Roger Pingeon, Tour de France-győztes francia kerékpárversenyző († 2017)
- szeptember 11. – Klaus Gerwien, nyugatnémet válogatott labdarúgó, csatár († 2018)
- szeptember 12.
  - Warren Cole, olimpiai bajnok új-zélandi evezős († 2019)
  - Anton Regh, német labdarúgó, hátvéd († 2018)
- szeptember 17. – Móna István, olimpiai bajnok magyar öttusázó
- szeptember 24. – Slaven Zambata,  jugoszláv válogatott horvát labdarúgó, csatár († 2020)
- október 3. – Michael Troy, olimpiai bajnok amerikai úszó († 2019)
- október 4. – Silvio Marzolini, Copa América ezüstérmes argentin válogatott labdarúgó († 2020)
- október 7.
  - Günter Hoge, keletnémet válogatott német labdarúgó, csatár († 2017)
  - Szarvas László, magyar labdarúgó, labdarúgóedző
- október 16. – Célio Taveira, brazil válogatott labdarúgó († 2020)
- október 18. – Kulcsár Győző, a Nemzet Sportolója, négyszeres olimpiai és háromszoros világbajnok magyar vívó, mesteredző, sportvezető († 2018)
- október 21. – Vatanabe Oszamu, olimpiai és világbajnok, Ázsia Játékok győztes japán birkózó
- október 23. – Pelé, világbajnok brazil válogatott labdarúgó
- október 25. – Alaxai József, labdarúgó, csatár, hátvéd († 2012)
- november 18.
  - Cal Koonce, World Series bajnok amerikai baseballjátékos († 1993)
  - Eladio Silvestre, spanyol válogatott labdarúgó
- november 25. – Jan Jongbloed, világbajnoki ezüstérmes holland válogatott labdarúgó, kapus
- november 28. – Kalocsai Henrik, távol- és hármasugró magyar atléta († 2012)
- november 29. – Dani Smúlevic-Róm, izraeli válogatott labdarúgó
- december 16. – Steve Spray, amerikai golfozó (* 1940)
- december 17. – Nicolae Lupescu, román válogatott labdarúgó hátvéd, edző († 2017)
- december 19. – Takács Béla, magyar labdarúgó, kapus († 2019)
- december 20. – Lidia Marchetti, olasz válogatott kosárlabdázó († 2020)
- december 22. – Harry Walden, angol labdarúgó, középpályás († 2018)
- december 29. – Nestor Combin, argentin születésű francia válogatott labdarúgó
- december 31. – José de Anchieta Fontana, világbajnok brazil válogatott labdarúgó († 1980)

## Halálozások
| Halálozás     | Név                 | Nemzetiség, sportág, eredmények                                      | Születés |
| ------------- | ------------------- | -------------------------------------------------------------------- | -------- |
| ?             | Edmund Czaplicki    | lengyel jégkorongozó, olimpikon                                      | 1904     |
| február 5.    | Byrd Lynn           | World Series bajnok amerikai baseballjátékos                         | 1889     |
| február 21.   | John Taber          | amerikai baseballjátékos                                             | 1868     |
| március 12.   | Romualdo Ghiglione  | olimpiai bajnok olasz tornász                                        | 1891     |
| április 3.    | Aleksander Kowalski | Európa-bajnoki ezüstérmes lengyel jégkorongozó, olimpikon            | 1902     |
| április 8.    | Bill Abstein        | World Series bajnok amerikai baseballjátékos                         | 1883     |
| április 28.   | Fernand Fauconnier  | olimpiai bronzérmes francia tornász                                  | 1890     |
| április 30.   | Patsy Dougherty     | World Series bajnok amerikai baseballjátékos                         | 1876     |
| május 8.      | Chick Fraser        | World Series bajnok amerikai baseballjátékos                         | 1873     |
| május 14.     | Józef Stogowski     | Európa-bajnoki ezüstérmes lengyel jégkorongozó, olimpikon            | 1899     |
| május 21.     | Mészáros Ervin      | olimpiai bajnok magyar vívó                                          | 1877     |
| június 19.    | Ed Pabst            | amerikai baseballjátékos                                             | 1868     |
| július 28.    | Kellner Gyula       | olimpiai bronzérmes magyar atléta                                    | 1871     |
| augusztus 14. | Charlie Hollocher   | amerikai baseballjátékos                                             | 1896     |
| október 23.   | Harry Krause        | World Series bajnok amerikai baseballjátékos                         | 1888     |
| november 9.   | George Bird         | amerikai baseballjátékos                                             | 1850     |
| november 12.  | Joe Quinn           | amerikai baseballjátékos                                             | 1864     |
| november 30.  | John A. Hartwell    | amerikai amerikaifutball-játékos, edző, katonatiszt, orvosprofesszor | 1869     |